# Hirundapus caudacutus
El vencejo mongol (Hirundapus caudacutus), también conocido como rabitojo mongol e incorrectamente como golondrina de Mongolia (no deben confundirse los vencejos con  golondrinas y aviones) es una especie de ave apodiforme de la familia Apodidae.

## Características
Es uno de los vencejos de mayor tamaño. Pasa la mayor parte de su vida volando. Es el más veloz de los vencejos y llega a alcanzar los 200 km/h. Es el ave que mayor velocidad alcanza en vuelo horizontal, llegando a los 170 km/h, seguido de la serreta mediana que llega a los 160 km/h.[cita requerida]

## Historia natural
Estas aves tienes las patas muy cortas ya que solamente las usan para agarrarse a superficies generalmente inclinadas y verticales. Construyen sus nidos en las hendiduras y huecos que forman las rocas de los acantilados. No suelen posarse en tierra, se alimenta durante el vuelo atrapando insectos con sus picos.
Anidan en las colinas rocosas de Asia central y el sur de Siberia. Es un ave migratoria que pasa el invierno en el sur de Australia. Raramente se localiza en Europa aunque ha sido avistada ocasionalmente en Noruega, Suecia y Gran Bretaña. 